# Comédie Claude Volter
Pour les articles homonymes, voir Volter.

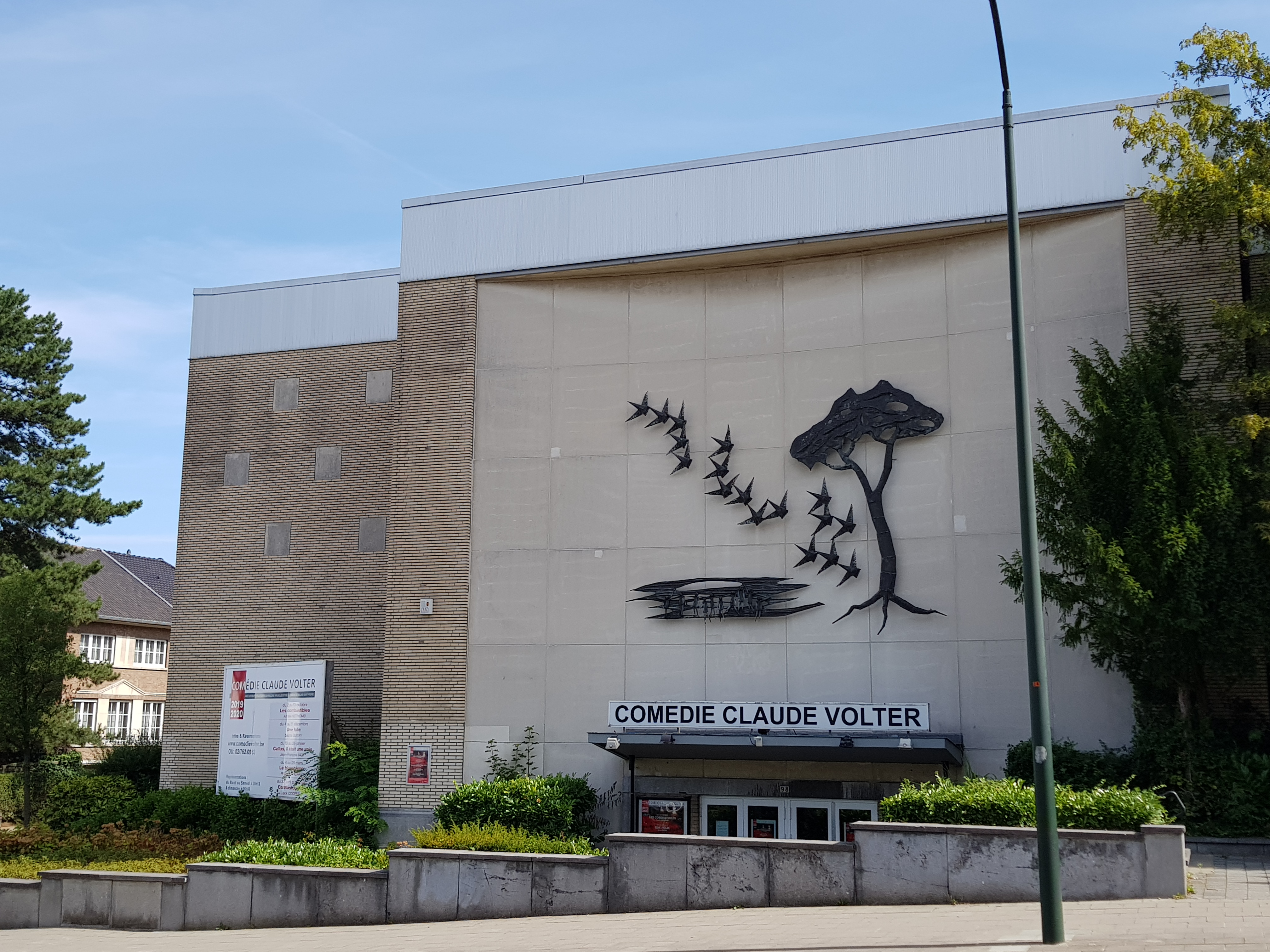
Comédie Claude Volter

La Comédie Claude Volter est un théâtre bruxellois situé à Woluwe-Saint-Pierre.
Elle fut fondée par le comédien Claude Volter (1933-2002). Actuellement, la direction est assurée par Michel de Warzée (2003- ).